# Villalengua (kommunhuvudort)
Villalengua är en kommunhuvudort i Spanien.   Den ligger i provinsen Provincia de Zaragoza och regionen Aragonien, i den nordöstra delen av landet, 190 km nordost om huvudstaden Madrid. Villalengua ligger 788 meter över havet och antalet invånare är 388.
Terrängen runt Villalengua är kuperad åt nordväst, men åt sydost är den platt. Runt Villalengua är det ganska glesbefolkat, med 42 invånare per kvadratkilometer. Närmaste större samhälle är Calatayud, 18,8 km sydost om Villalengua. Omgivningarna runt Villalengua är i huvudsak ett öppet busklandskap.